# Exposición Surrealista Internacional de Londres
La Exposición Surrealista Internacional se llevó a cabo del 11 de junio al 4 de julio de 1936 en las Galerías New Burlington, cerca de Savile Row en el barrio Mayfair de Londres, Inglaterra.

## Organizadores
La exposición fue organizada por comités de Inglaterra, Francia, Bélgica, Escandinavia y España.

### Comité organizador inglés
- Hugh Sykes Davies
- David Gascoyne
- Humphrey Jennings
- Edward McKnight Kauffer
- Rupert Lee, presidente
- Diana Brinton Lee, secretaria
- Henry Moore
- Paul Nash
- Roland Penrose, tesorero honorario
- Herbert Read

### Comité organizador francés
- André Breton
- Paul Éluard
- Georges Hugnet
- Man Ray

### Miembros representantes de otras naciones en el comité
- E. L. T. Mesens, Bélgica.
- Vilhelm Bjerke-Petersen, Dinamarca.
- Salvador Dalí, España.

## Expositores

### Artistas participantes en la exposición
- Eileen Agar
- Jean Arp
- Jacqueline Lamba
- John Banting
- Hans Bellmer
- John Selby Bigge[1]
- Constantin Brâncuși
- Victor Brauner
- Edward Burra
- Alexander Calder
- Giorgio de Chirico
- Cecil Collins
- Salvador Dalí
- P. Norman Dawson
- Óscar Domínguez
- Marcel Duchamp
- Max Ernst
- Mervyn Evans
- Leonor Fini
- Wilhelm Freddie
- David Gascoyne
- Alberto Giacometti
- S. W. Hayter
- Charles Howard
- Marcel Jean
- Humphrey Jennings
- Rita Kernn-Larsen[2]
- Paul Klee
- Rupert Lee
- Len Lye
- Dora Maar
- René Magritte
- Maruja Mallo
- André Masson
- Robert Medley
- Reuben Mednikoff
- E. L. T. Mesens
- Joan Miró
- Henry Moore
- Stellan Morner
- Paul Nash
- Richard Oelze
- Erik Olson
- Meret Oppenheim
- Wolfgang Paalen
- Grace Pailthorpe
- Roland Penrose
- Francis Picabia
- Pablo Picasso
- Àngel Planells
- Man Ray
- Pierre Sanders
- Max Servais
- Jindřich Štyrský
- Graham Sutherland
- Yves Tanguy
- Sophie Taeuber-Arp
- Julian Trevelyan
- Toyen

### Personas que exhibieron objetos
- André Breton
- Gala Dalí
- Claude Cahun
- Hugh Sykes Davies
- Rouge Dragon
- Eric Neville Geijer
- Geoffrey Grigson
- Diana Brinton Lee
- Sheila Legge
- Margaret Nash
- Herbert Read
- Roger Roughton
- Jean Varda

### Naciones que estuvieron representadas
- Alemania

- Austria

- Bélgica
- Dinamarca

- España

- Estados Unidos

- Francia
- Gran Bretaña
- Grecia
- Italia

- República checa

- Rumania
- Suecia
- Suiza

## Programación de exposición
La exposición fue inaugurada oficialmente en presencia de unas dos mil personas por André Breton. La asistencia promedio durante toda la exposición fue de aproximadamente mil personas por día. 
En el transcurso de la Exposición, fueron ofrecidas las siguientes conferencias para los asistentes:
- 16 de junio — André Breton — Limites non-frontières du Surréalisme.
- 19 de junio — Herbert Read — El arte y el inconsciente.
- 24 de junio — Paul Éluard — La Poésie surréaliste.
- 26 de junio — Hugh Sykes Davies — Biología y surrealismo.
- 1 de julio — Salvador Dalí — Fantômes paranoïaques authentiques.

La cantidad de exposiciones, pinturas, esculturas, objetos y dibujos que aparecen durante la muestra fue de alrededor de 390.
La imagen más icónica de la exposición es la actuación del día de apertura de Sheila Legge, que se paró en medio de Trafalgar Square, posando en un conjunto de vestido de novia blanco con dobladillo inspirado en una pintura de Salvador Dalí, con la cabeza completamente cubierta por un arreglo floral.  En una variación de las imágenes que capturan su rendimiento, los palomos son perched en su outstretched, gloved armas.
La conferencia de Dalí se pronunció mientras vestía un traje de buceo en aguas profundas. Casi sofocado durante la presentación, Dalí tuvo que ser rescatado por el joven poeta David Gascoyne, quien llegó con una llave para liberarlo del casco de buceo.
Los cuadros del pintor danés Wilhelm Freddie nunca llegaron a la exposición, ya que fueron confiscadas por representantes de la Aduana británica por ser pornográficas. Según la ley vigente en ese momento, las obras tuvieron que ser destruidas, pero esto se evitó en el último minuto y se enviaron de regreso a Dinamarca.
Durante la exposición, el poeta galés Dylan Thomas llevaba una taza con cadenas hirviendo, preguntando a los visitantes si esto lo haría más "débil o fuerte".